# دهستان ساوان
دهستان ساوان، یکی از دهستان‌های بخش مرکزی شهرستان میرآباد در استان آذربایجان غربی ایران است. مرکز این دهستان، روستای مزرعه است.

## جمعیت
بر پایه سرشماری عمومی نفوس و مسکن در سال ۱۳۹۵، جمعیت دهستان ساوان برابر با ۶٬۵۵۱ نفر بوده‌است.